# International Bus & Coach of the Year
International Bus & Coach of the Year è un premio che viene assegnato dalla Association of Commercial Vehicle Editors all'autobus o pullman che durante l'anno precedente si è segnalato come migliore novità in commercio.
La scelta del modello da premiare avviene l'anno precedente la consegna del titolo, dopo l’effettuazione dell’Euro Test (Bus o Coach) e coinvolge giornalisti specializzati di 24 Paesi. Dal 2024, per l’Italia partecipano i giornalisti della rivista specializzata Pullman, subentrati a quelli di Tuttotrasporti, che ha cessato definitivamente le pubblicazioni.
Dalla stessa associazione sono stati istituiti anche i premi International Truck of the Year e International Van of the Year.
Il modello di autobus di maggior successo è il Citaro, che si è aggiudicato il premio 3 volte, mentre l'azienda più premiata risulta essere proprio Mercedes-Benz, con 6 modelli vincitori in entrambe le categorie.

## Albo d'oro
| Titolo                 | Assegnazione                         | Costruttore         | Modello                        | Immagine |
| ---------------------- | ------------------------------------ | ------------------- | ------------------------------ | -------- |
| Bus of the Year 2025   | IAA Transportation 16 settembre 2024 | Solaris Bus & Coach | Solaris Urbino 18 hydrogen     |          |
| Bus of the Year 2023   | IAA Transportation 20 settembre 2022 | MAN                 | Lion's City 12 E               |          |
| Coach of the Year 2022 | MAN Bus Forum 14 ottobre 2021        | Neoplan             | Cityliner                      |          |
| Coach of the Year 2020 | Busworld Brussels 19 ottobre 2019    | MAN                 | Lion's Coach C                 |          |
| Bus of the Year 2019   | IAA Nutzfahrzeuge 22 settembre 2018  | Mercedes-Benz       | Citaro Hybrid                  |          |
| Coach of the Year 2018 | Busworld Kortrijk 19 ottobre 2017    | Irizar              | i8                             |          |
| Bus of the Year 2017   | IAA Nutzfahrzeuge 21 settembre 2016  | Solaris Bus & Coach | Urbino 12 Electric             |          |
| Coach of the Year 2016 | Busworld Kortrijk 16 ottobre 2015    | Iveco Bus           | Magelys                        |          |
| Bus of the Year 2015   | IAA Nutzfahrzeuge 2014               | MAN                 | NG313-18,75 Lion's City GL CNG |          |
| Coach of the Year 2014 | Busworld Kortrijk 18 ottobre 2013    | Setra               | S 515 HD                       |          |
| Bus of the Year 2013   | IAA Nutzfahrzeuge 20 settembre 2012  | Mercedes-Benz       | Citaro 2 Euro 6                |          |
| Coach of the Year 2012 | Busworld Kortrijk ottobre 2011       | VDL                 | Futura                         |          |
| Bus of the Year 2011   | IAA Nutzfahrzeuge 2010               | VDL                 | Citea                          |          |
| Coach of the Year 2010 | Busworld Kortrijk 15 ottobre 2009    | Mercedes-Benz       | Travego                        |          |
| Bus of the Year 2009   | IAA Nutzfahrzeuge 23 settembre 2008  | Setra               | S 415 NF                       |          |
| Coach of the Year 2008 | Busworld Kortrijk 19 ottobre 2007    | Volvo               | 9700                           |          |
| Bus of the Year 2007   | IAA Nutzfahrzeuge 19 settembre 2006  | Mercedes-Benz       | Citaro LE Ü                    |          |
| Coach of the Year 2006 | Busworld Kortrijk 20 ottobre 2005    | Neoplan             | Starliner                      |          |
| Bus of the Year 2005   | IAA Nutzfahrzeuge 21 settembre 2004  | MAN                 | Lion's City                    |          |
| Coach of the Year 2004 | Busworld Kortrijk 17 ottobre 2003    | MAN                 | Lion's Star                    | -        |
| Coach of the Year 2004 | Busworld Kortrijk 17 ottobre 2003    | Scania Irizar       | PB                             |          |
| Bus of the Year 2003   | FIAA Madrid 23 ottobre 2002          | Van Hool            | A330                           |          |
| Coach of the Year 2002 | Busworld Kortrijk 2001               | Setra               | S 415 HDH                      |          |
| Bus of the Year 2001   | FIAA Madrid 22 novembre 2000         | Mercedes-Benz       | Cito                           |          |
| Coach of the Year 2000 | Busworld Kortrijk 1999               | Neoplan             | Starliner N 516/3 SHDL         | -        |
| Bus of the Year 1999   | FIAA Madrid 18 novembre 1998         | MAN                 | NL 263 (A21)                   |          |
| Coach of the Year 1998 | Busworld Kortrijk 16 ottobre 1997    | Van Hool            | T9 Acron                       |          |
| Bus of the Year 1997   |                                      | Setra               | S 315 NF                       |          |
| Coach of the Year 1996 | Car & Bus Kortrijk 19 ottobre 1995   | Drögmöller          | Eurocomet E 330 H B 12-600     |          |
| Bus of the Year 1995   |                                      | Neoplan             | Metroshuttle N 4114            |          |
| Coach of the Year 1995 | Autobus RAI Maastricht ottobre 1994  | Iveco               | EuroClass HD                   |          |
| Coach of the Year 1994 | Car & Bus Kortrijk ottobre 1993      | MAN                 | RH403 Lion's Star              | -        |
| Coach of the Year 1993 |                                      | Setra               | S 315 HD                       | -        |
| Coach of the Year 1992 |                                      | Mercedes-Benz       | O404                           |          |
| Coach of the Year 1991 |                                      | Renault             | FR1 GTX                        |          |
| Bus of the Year 1990   |                                      | Neoplan             | Metroliner                     |          |